# Procurador Geral do Havaí

selo do estado do havaí

O procurador-geral do Havaí (em havaiano:  Loio Kuhina) é o diretor jurídico e chefe de aplicação da lei do Havaí. No estado atual dos Estados Unidos, o procurador-geral é nomeado pelo governador eleito com a aprovação do senado estadual e é responsável por um departamento estadual encarregado de assessorar os vários outros departamentos e agências do governo estadual . O Procurador-Geral é responsável pela acusação de crimes de acordo com a lei estadual. O Procurador-Geral só pode ser destituído por ato do Senado estadual. Em raras ocasiões, o procurador-geral atua como governador interino na ausência do governador e do vice-governador do estado por um longo período de tempo.
O escritório existiu de várias formas ao longo da história das ilhas havaianas . Foi criado por Kamehameha III e fazia parte da administração de cada monarca sucessivo do Reino do Havaí . O cargo foi mantido no governo provisório, depois que Liliuokalani e a monarquia foram derrubadas, e se tornaram parte da administração seguinte da República do Havaí . Uma parte regular do modelo americano do ramo executivo do governo, o escritório do procurador-geral fazia parte do Território do Havaí sob a Seção 80 da Lei Orgânica do Havaí e tornou-se um cargo nomeado depois que o estado foi alcançado em 1959.
Embora seja um cargo não partidário, em dias territoriais o cargo de procurador-geral era tradicionalmente nomeado pelo partido político do atual presidente dos Estados Unidos, que nomeava o governador territorial. Da mesma forma, no estado, o cargo de procurador-geral é tradicionalmente nomeado pelo partido político do governador em exercício, até agora republicano ou democrata .
A atual Procuradora-Geral é Anne E. Lopez, nomeada pelo governador Josh Green . O Senado do Havaí confirmou a indicação de Lopez em 5 de dezembro de 2022.

## Agências
O Procurador-Geral lidera um departamento de 180 advogados e 500 profissionais e pessoal de apoio. O departamento supervisiona vários serviços públicos. Isso inclui a administração do Hawaii Criminal Justice Data Center, executando o Missing Child Center, Child Support Enforcement Agency, Hawaii Internet Crimes Against Children Task Force, Hawaii Internet and Technology Crimes Unit, Office of Child Support Hearings, Tobacco Enforcement Unit, entre outros. De acordo com o Capítulo 846E dos Estatutos Revisados do Havaí, o Centro de Dados da Justiça Criminal mantém um registro de criminosos sexuais no estado. Da mesma forma, a agência fornece outras informações de histórico criminal por meio do sistema estadual de informações de registro de histórico criminal e do Sistema Automatizado de Identificação de Impressões Digitais.

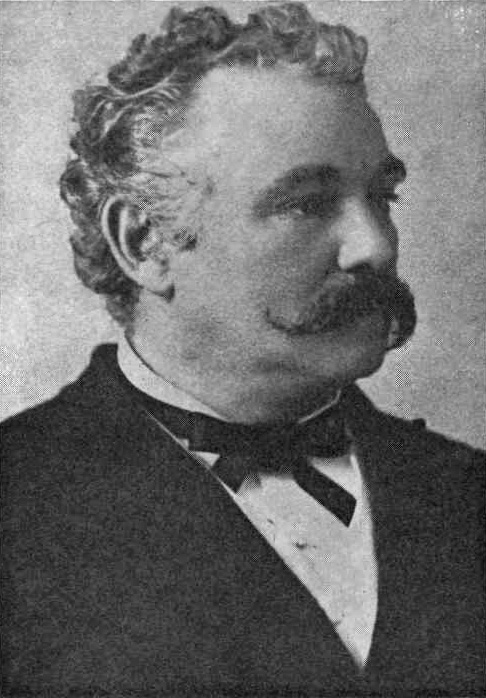
Paul Neumann, nascido na Prússia, serviu como procurador-geral do Havaí sob Liliuokalani. Em Washington, DC, ele argumentou contra a derrubada da monarquia. Mais tarde, ele defendeu a rainha deposta em julgamento por traição. Ela foi condenada.

## Lista de procuradores gerais
Os procuradores-gerais com datas de serviço:

### Território do Havaí
- Henry Ernest Cooper, 1899–1900
- Edmund Pearson Dole, 1900–1903
- Lorrin Andrews, 1903–1905 (neto do missionário Lorrin Andrews )
- Emil C. Peters, 1905–1907
- Charles R. Hemenway, 1907–1910
- Alexander Lindsay Jr., 1910–1912
- Wade Warren Thayer, 1913–1914
- Ingram M. Stainback, 1914–1918
- Arthur G. Smith, 1918
- Harry Irwin, 1918–1922
- John A. Matthewman, 1922–1925
- William B. Lymer, 1925–1928
- Harry P. Hewitt, 1928–1934
- William B. Pittman, 1934–1936
- SB Kemp, 1937–1938
- Joseph V. Hodgson, 1938–1942
- Ernest K. Kai, 1942
- J. Garner Anthony, 1942–1943
- Cyrus Nils Tavares, 1944–1947
- Walter D. Ackerman Jr., 1947–1952
- Michiro Watanabe, 1952–1953
- Edward N. Sylva, 1953–1956
- Richard K. Sharpless, 1956–1957
- Shiro Kashiwa, 1957
- Herbert Young Cho Choy, 1957–1958
- Jack H. Mizuha, 1958–1959

### Estado do Havaí
- Jack H. Mizuha, 1959
- Shiro Kashiwa, 1959–1960
- Bert Kobayashi 1962–1969
- Bertram Kanbara 1969–1971
- George TH Pai 1971
- Ronald Amemiya, 1974–1978[6]
- Wayne Minami 1978–1981
- Tany S. Hong, 1981–1984
- Michael A. Lilly, 1984–1985
- Corinne Watanabe 1985–1986
- Warren Price, III 1986–1992
- Robert A. Marks 1992–95
- Margery Bronster, 1995–1998
- Earl I. Anzai, 1999–2002
- Mark J. Bennett, 2003–2010
- David M. Louie, 2011–2014
- Russell Suzuki (Acting), 2014–2015
- Doug Chin, 2015–2018
- Russel Suzuki, 2018–2019
- Clare E. Connors, 2019–2021
- Holly Shikada, 2021–2022
- Anne E. Lopez, 2022–presente